# Dům čp. 41 (Štramberk)
Dům čp. 41 stojí na Náměstí ve Štramberku v okrese Nový Jičín. Roubený dům byl postaven na začátku 19. století. Byl zapsán do Ústředního seznamu kulturních památek ČR před rokem 1988 a je součástí městské památkové rezervace.

## Historie
Na náměstí bylo postaveno původně 22 domů s dřevěným podloubím, kterým bylo přiznáno šenkovní právo. Uprostřed náměstí stál pivovar. První zděný dům čp. 10 byl postaven v roce 1799 a následovaly další přestavby domů s barokními štíty. V roce 1855 postihl Štramberk požár, při něm shořelo na 40 domů a dvě stodoly. V třicátých letech 19. století stálo kolem náměstí ještě dvanáct dřevěných domů. Podle písemných záznamů byl dům čp. 41 postaven naúpatí Hradního kopce počátkem 19. století rodinou Martina Cochlara. Od domu vedou schody až na hrad.

## Stavební podoba
Dům je volně stojící přízemní roubená stavba na obdélném půdorysu dvojjizbového typu a sedlovou střechou. Je orientována podélně k svahu průčelím ke schodům. Dům je postaven na vysoké kamenné podezdívce, která vyrovnává svahovou nerovnost. Použité dřevo je z jedlí kácených v období let 1820 až 1824. Štítová strana s jednoduše bedněným štítem obrácena ke schodišti má dvě okna a mezi nimi vstup do domu. V minulosti byl k průčelí přistavěn kamenný přístavek na obdélném půdorysu s bedněnou nástavbou a s pultovou střechou. Přístavek sloužil jako chlév a hospodářské prostory. V pozdější době byl zbourán a upraven na terasu, ze které se vstupuje do domu. Původní dvojhřebenová sedlová střecha byla sjednocena, lepenka byla nahrazena eternitovými šablonami.